# Hnilčík
Hnilčík (Hongaars: Szepespatak) is een Slowaakse gemeente in de regio Košice, en maakt deel uit van het district Spišská Nová Ves.
Hnilčík telt 546 inwoners.